# Maurizio Bormolini
Maurizio Bormolini (ur. 24 lutego 1994 w Tirano) – włoski snowboardzista specjalizujący się w slalomie i gigancie równoległym. W 2014 roku zdobył srebrny medal w slalomie równoległym podczas mistrzostw świata juniorów w Valmalenco. Na rozgrywanych trzy lata później mistrzostwach świata w Sierra Nevada był trzynasty w gigancie równoległym. Nie brał udziału w igrzyskach olimpijskich. W Pucharze Świata zadebiutował 21 grudnia 2011 roku w Carezza, gdzie nie ukończył giganta równoległego. Pierwsze punkty zdobył trzy lata później 16 grudnia 2014 roku w tej samej miejscowości, zajmując 25. miejsce. Na podium zawodów tego cyklu pierwszy raz stanął 8 stycznia 2016 roku w Bad Gastein, kończąc rywalizację w slalomie na drugiej pozycji. W zawodach tych rozdzielił Radosława Jankowa z Bułgarii i swego rodaka, Mirko Felicettiego. Najlepsze wyniki osiągnął w sezonie 2019/2020, kiedy to zajął jedenaste miejsce w klasyfikacji generalnej PAR.

## Osiągnięcia

### Mistrzostwa świata
| Miejsce | Dzień    | Rok  | Miejscowość   | Konkurencja       | Zwycięzca          |
| ------- | -------- | ---- | ------------- | ----------------- | ------------------ |
| DSQ     | 15 marca | 2017 | Sierra Nevada | Slalom równoległy | Andreas Prommegger |
| 13.     | 16 marca | 2017 | Sierra Nevada | Gigant równoległy | Andreas Prommegger |
| DNF     | 5 lutego | 2019 | Park City     | Slalom równoległy | Dmitrij Łoginow    |
| 11.     | 2 marca  | 2021 | Rogla         | Slalom równoległy | Benjamin Karl      |

### Puchar Świata

#### Miejsca w klasyfikacji generalnej PAR
- sezon 2011/2012: 66.
- sezon 2012/2013: 412.
- sezon 2013/2014: 71.
- sezon 2014/2015: 41.
- sezon 2015/2016: 13.
- sezon 2016/2017: 15.
- sezon 2017/2018: 19.
- sezon 2018/2019: 23.
- sezon 2019/2020: 11.

#### Miejsca na podium w zawodach
1. Bad Gastein – 8 stycznia 2016 (slalom równoległy) – 2. miejsce
2. Bad Gastein – 12 stycznia 2018 (slalom równoległy) – 3. miejsce
3. Bannoje – 7 grudnia 2019 (slalom równoległy) – 3. miejsce
4. Bad Gastein – 14 stycznia 2020 (slalom równoległy) – 2. miejsce